# Strange Cargo III
Albums de William Orbit
Strange Cargo II
(1990) Strange Cargo Hinterland
(1995)
Strange Cargo III est un album de William Orbit, sorti en 1993.

## L'album
Il fait partie des 1001 albums qu'il faut avoir écoutés dans sa vie.

### Titres
Tous les titres sont de William Orbit, sauf mentions, Beth Orton, participa à l'écriture de Water from a Vine Leaf.
1. Water from a Vine Leaf (voix : Beth Orton) (7:05)
2. Into the Paradise (Christine Leach, William Orbit, voix : Baby B) (5:41)
3. Time to get Wize (voix : Divine Bashim) (4:10)
4. Harry Flowers (Jack Nitzsche) (4:31)
5. A Touch of the Night (voix : Cleo Torres) (5:03)
6. The Story of Light (Christine Leach, William Orbit, voix : Baby B) (6:21)
7. Gringatcho Demento (voix : Cleo Torres) (6:38)
8. A Hazy Shade of Random (5:09)
9. Best Friend, Paranoia (voix : Cleo Torres) (4:35)
10. The Monkey King (voix : Laurie Mayer) (5:16)
11. Deus Ex Machina (5:40)
12. Water Babies (3:42)

### Musiciens
- William Orbit : programmations, mixage
- Divine Bashim : voix
- Rico Conning : piano, cordes,programmations